# بني موسى (سيدي بوهرية)
بني موسى هي إحدى مشيخات المملكة المغربية، تتبع جغرافيا لإقليم بركان وإداريًا لسيدي بوهرية. يقدر عدد سكانها بـ 7478 نسمة حسب الإحصاء الرسمي للسكان والسكنى لسنة 2004.